# المورمون السابقون
يشير مصطلح "مورمون سابق" إلى الشخص المنشق عن كنيسة يسوع المسيح لقديسي الأيام الأخيرة أو أي من الانشقاقات المنشقة عنها، على النقيض من المورمون الجاك الذين قد يؤمنون بمعتقدات المورمون لكنهم لا ينتمون إليهم؛ وقد ينتمون أو لا ينتمون إلى المورمون الثقافيين ولكنهم لا يؤمنون بعقائد أو ممارسات معينة لكنيسة يسوع المسيح لقديسي الأيام الأخيرة. ويعد هذا التمييز مهمًا لشريحة كبيرة من المورمون السابقين، حيث يعتبر الكثير منهم أن قرارهم بالرحيل كان مقنعًا أخلاقيًا ومحفوفًا بالمخاطر الاجتماعية. وفقًا لبيانات مركز بيو لعام 2014، فإن حوالي ثلث البالغين الذين نشأوا في كنيسة يسوع المسيح لقديسي الأيام الأخيرة لم يعودوا ملتزمين بالعقيدة (ارتفاعًا حوالي 10% في السبعينيات والثمانينيات) وفي عام 2008 كان 25% فقط من الشباب البالغين من كنيسة يسوع المسيح لقديسي الأيام الأخيرة مشاركين بشكل نشط. أظهرت دراستان استقصائيتان أجريتا في مختلف أنحاء ولاية يوتا بين عامي 1980 و1981 أنه مقابل كل خمسة أشخاص يتحولون إلى المورمونية، هناك اثنان من المتحولين منها. يواجه العديد من المورمون السابقين مشاكل مع أفراد الأسرة الذين لا يزالون يتبعون تعاليم المورمون.

## أسباب المغادرة
يترك معظم المورمون السابقين المورمونية وكنيسة يسوع المسيح لقديسي الأيام الأخيرة لأسباب فكرية تتعلق بأنهم وجدوا أنفسهم على الدين الخاطئ أو بسبب بعض ممارسات المنظمات المورمونية. الأسباب الرئيسية هي عدم الإيمان بجوزيف سميث كرسول، وعدم الإيمان بكتاب مورمون كوثيقة دينية وتاريخية. تتضمن هذه الأسباب مشاكل مع الأدلة الأنثروبولوجية واللغوية والأثرية والوراثية ضد كتاب مورمون في العالم الجديد. كذلك كتاب إبراهيم والنصوص الدينية المورمونية الأخرى تُرفض لأسباب مماثلة. سجلت دراسة أجريت على 3000 شخص كانوا تابعين سابقًا لكنيسة يسوع المسيح لقديسي الأيام الأخيرة أن 74 بالمائة من المستجيبين ذكروا عدم الإيمان بعقيدة الكنيسة أو لاهوتها كسبب رئيسي لترك الكنيسة، ولكن 4 بالمائة فقط من المستجيبين ذكروا الصراع مع أعضاء الكنيسة الآخرين كعامل كبير في قرارهم بالمغادرة. كما زعم 4% فقط أن السبب الرئيسي للخروج من الكنيسة هو عدم الرضا عن قواعد السلوك التي تتبناها كنيسة يسوع المسيح لقديسي الأيام الأخيرة.  وهذا يؤكد التأكيد على أن العديد من المورمون راضون عن الجانب الجماعي وسمات حياة كنيسة يسوع المسيح لقديسي الأيام الأخيرة. أظهر استطلاع للرأي أجري عام 2023 على أكثر من 1000 عضو سابق في الكنيسة في ممر المورمون أن الأسباب الثلاثة الرئيسية المعلنة للخروج عن الكنيسة هي:
- التاريخ المتعلق بجوزيف سميث؛
- كتاب مورمون؛
- القضايا العرقية في الكنيسة.[11]

تظهر الأبحاث أن 43 بالمائة من المورمون السابقين تركوا بسبب احتياجات روحية غير مُلباة. قد تشمل الأسباب الأخرى للمغادرة الاعتقاد بأنهم ينتمون إلى طائفة، أو التقييم المنطقي أو الفكري، أو تغييرات أو اختلافات في المعتقدات، أو التحول الروحي إلى عقيدة أخرى، أو أزمات الحياة، أو الاستجابة السيئة أو المؤذية من قبل قادة أو جماعات المورمون. من بين المورمون السابقين الذين شملهم الاستطلاع، تحول 58 بالمائة إلى ديانات أو ممارسات أخرى.

## قضايا ما بعد الانفصال
بعد اتخاذهم قرارًا بترك المورمونية وكنيسة يسوع المسيح لقديسي الأيام الأخيرة، يمر المورمون السابقون عادةً بفترة تكيف حيث يقومون بإعادة توجيه حياتهم دينيًا واجتماعيًا ونفسيًا.

### دينيًا
أظهر استطلاع للرأي عبر الإنترنت بين المورمون السابقين أن أغلبية المورمون السابقين لا يحددون أنفسهم كأعضاء في تقليد ديني آخر، ويختارون وصف أنفسهم بأنهم لا أدريون أو ملحدون أو ببساطة مورمون سابقون. يمكن أن يصبح البعض أيضًا غير مبالين. وقد أكد تقرير صادر عن مركز بيو للأبحاث هذا الأمر، حيث وجد في عام 2015 أن 36% من المولودين المورمون تركوا الدين، وأن 21% من المولودين المورمون (58% من المورمون السابقين) غير منتمين الآن إلى أي دين، و6% بروتستانت إنجيليين، و9% تحولوا إلى ديانة بروتستانتية أو كاثوليكية أو ديانة غير مسيحية أخرى. أما الآخرون فقد احتفظوا بالإيمان بالله ولكن ليس بالدين المنظم أو أصبحوا من أتباع الديانات الأخرى. ومن بين المورمون السابقين الذين ليس لديهم تفضيل ديني حالي، واصل 36 بالمائة ممارسة الصلاة في كثير من الأحيان أو يوميًا. بعض المورمون السابقين يمارسون نشاطًا تبشيريًا ضد المورمونية، في حين يقدم البعض الآخر الدعم فقط للآخرين الذين يتركون الدين. ويفضل بعض المورمون السابقين تجنب الموضوع تمامًا، في حين قد يحاول آخرون تشجيع الحوار الصحي بين أتباع معتقداتهم الجديدة والمورمون النشطين. وتختلف أيضًا مواقف المورمون السابقين فيما يتعلق بعضويتهم في الكنيسة. يستقيل البعض رسميًا عن طريق إرسال خطابات استقالة لطلب إزالة سجلات عضويتهم في الكنيسة، وهو ما تشير إليه الكنيسة باسم "إزالة الاسم"، بينما يتوقف آخرون ببساطة عن حضور الخدمات الكنسية.

### اجتماعيًا
غالبًا ما يواجه المورمون السابقون الذين يتركون المورمونية علنًا وصمة عار اجتماعية. على الرغم من أن العديد من الناس يغادرون ليكونوا صادقين مع أنفسهم أو مع بنية اعتقادية جديدة، فإنهم يغادرون بتكلفة؛ يغادر الكثيرون وهم يشعرون بالنبذ والضغط ويفتقدون المناسبات العائلية الكبرى مثل حفلات الزفاف في الكنيسة. قد يعبر أفراد أسرهم عن خيبة الأمل والحزن، ويبقى البعض تحت تهديد الطلاق من أزواجهم الذين لا زالوا يؤمنون بالكنيسة. ومع ذلك، فقد تخلى العديد من المورمون السابقين عن زوجاتهم وأطفالهم. وقد يواجه المورمون السابقون في مواقع جغرافية بعيدة عن معاقل الثقافة المورمونية الرئيسية مثل ولاية يوتا وصمة عار أقل.

### نفسيًا
يتعرض العديد من المورمون السابقين لعملية نفسية عندما يتركون المورمونية. وصف المورمون السابق بوب ماكيو انقطاعه عن الانتماء الديني بأنه تعافي من التنافر المعرفي. يذكر رينولدز أن المغادرة تنطوي على فترة من الشك الذاتي الشديد والاكتئاب حيث يواجه المنشقون مشاعر الخيانة والوحدة، تليها اكتشاف الذات واستكشاف المعتقدات والتوجيه الروحي والاتصال أثناء مغادرتهم المورمونية، ويزعم أن المغادرة قد توفر إحساسًا متجددًا بالذات والثقة والسلام.

## منظمات المورمون السابقين
يسعى العديد من الأفراد السابقين من كنيسة يسوع المسيح لقديسي الأيام الأخيرة إلى تكوين مجتمع ومناقشة معتقداتهم السابقة في مجموعات عبر الإنترنت. تتضمن بعض هذه المجموعات الدولية صفحة المورمون السابقين على موقع Reddit (التي تضم أكثر من 300 ألف مشترك) بالإضافة إلى قوائم مجموعات مختلفة على موقع Mormon Spectrum. اكتسبت الصفحة الفرعية للمورمون السابقين شهرة كبيرة بسبب تورطها في تسريب وثائق كنيسة يسوع المسيح لقديسي الأيام الأخيرة.